# Тий (река)
Тий (фр. Tille) — река во Франции в департаменте Кот-д’Ор. Приток реки Сона. Длина — 82,65 км.

## География
Тий берёт начало на плато Лангр. Исходный природный ландшафт в истоках представлял собой обширную болотистую местность со множеством ручьёв и мелких рек, частично пересыхавших в засушливые годы, легко расширявшихся и менявших русла в дождливые годы. Лишь ниже Маре-сюр-Тий формировалось единое течение реки. Выше по течению местные жители говорили о «Тиях» (les Tilles, мн.ч. от Тий) или о «Тийском болоте» (le Marais des Tilles). Эта потенциально плодородная местность с XVIII века стала объектом последовательной масштабной мелиорации, полностью завершённой лишь к началу XX века. Лишние воды отводились, отдельные потоки объединялись или разделялись.
Масштабная мелиоративная работа на протяжении полутора веков не раз меняла географическую ситуацию в верховьях реки. Поэтому справочники разных эпох весьма расходятся в определении главного течения реки и её притоков. Например, де Вогонди в «Encyclopédie méthodique» в 1782 году видит два основных потока в верховьях, оба называемых Тий, но «один из них также порой зовётся Унь». К концу же XIX века, когда человеком уже была в целом сформирована современная структура истоков, Унь — лишь мелкий приток Иньона, в свою очередь притока реки «Большой Тий», или просто Тий. Рядом же с ней сформированная чуть меньшая вторая река называется
Норж — безвестный ручей в XVIII веке.
Историю мелиорации «Тиев» («Тийского болота») следует учитывать при сравнении географических данных разного времени. Она же объясняет, почему ряд городков в верховьях (Ис-сюр-Тий, Брессе-сюр-Тий, Маньи-сюр-Тий и иные) названы по реке Тий (sur Tille — на [реке] Тий), когда как ныне стоят на иных реках или вообще вдали от какой-либо реки.
У Маре-сюр-Тий все потоки соединяются в один, и далее Тий течёт на юг, впадая в Сону около Ле-Майи.
После всех слияний (станция наблюдения у Шандотра) среднегодовой расход воды 11,1 м³/с, данные наблюдений за 46 лет, с 1963 по 2008 годы. Общая площадь бассейна реки — 1258 км².